# مدرسه موشها
مدرسه موشها یک مجموعهٔ تلویزیونی ۱۱–۱۰ قسمتی بود که در سال ۱۳۶۰ پخش می‌شد و قرار بود بچه‌ها را تشویق کند که مدرسه بروند. این برنامه عروسکی را مرضیه برومند کارگردانی و از عروسک‌گردانان و صداپیشگانی نظیر ایرج طهماسب، حمید جبلی و فاطمه معتمدآریا استفاده کرد.

## سریِ نخست
گروه کودک شبکه ۱، طرح ساخت این بخش را به مرضیه برومند سفارش داد. البته آن موش‌ها با موش‌های نسخه نهائی خیلی فرق داشتند، خیلی بی‌رنگ‌ورو بودند و غیر از کُپُل و عینکی بقیه شخصیت‌ها شکل نگرفته بودند.
صوفیا محمودی، شعرِ می‌رم مدرسه. جیبام پره فندق و پسته را سرود و محمد رضا علیقلی موسیقی را تنظیم کرد. بیشتر متن سریال مدرسه موش‌ها را احمد بهبهانی نوشت.
شاعر شعر «ک مثل کپل…» که برای تیتراژ سریال مدرسهٔ موش‌ها استفاده می‌شد سیدابوالقاسم حسینی ژرفا، یکی از آخوندهای شیعه، است.

## سری دوم
به علت استقبال زیاد مردم سری دوم مدرسه موش‌ها در ۱۰۴ قسمت ساخته و به نمایش گذاشته شد و آخرین قسمت آن در سال ۶۳ جمعه ظهرها به نمایش گذاشته شد. سال ۶۳ در دوره اوج سریال مدرسه موش‌ها، شهر موشها ساخته شد و در سال ۱۳۶۴ به نمایش گذاشته شد.

## حواشی
مرضیه برومند دربارهٔ حواشی شهر موش‌ها گفت:

سروکله زدن با مسئولین تلویزیون بسیار طاقت‌فرسا بود. آنها دائماً متن‌ها را می‌خواندند و سعی می‌کردند به زور نکات غیراخلاقی و غیرآموزشی از درون متن‌ها کشف کنند. به هر حرکت بامزهٔ موش‌ها، ایراد می‌گرفتند. از نظر آنها اطلاق صفاتی مثل «دم‌دراز» و «گوش‌دراز» یا «کپل» به بچه موش‌ها، کاری نادرست وِ غیراخلاقی بود. بچه‌ها نباید خوراکی‌ها را از دست یکدیگر قاپ می‌زدند، نباید توی کلاس شلوغ می‌کردند، چون از نظر آنها بدآموزی داشت! هنگام ضبط برنامه هم پشت صحنه داستانی بود. دائماً یکی پشت پاراوان ایستاده بود و یواشکی سرک می‌کشید که مبادا عروسک‌گردان‌ها موقع تمرین یا ضبط، بدن‌هایشان خدایی نکرده با هم تماس پیدا کند.

## تکیه‌کلام‌ها
- دُم باریک: موش‌موشکِ من، می‌خوره غُصه، که نمی‌تونه بره مدرسه.
- گوش‌دراز: دیوو، دیوو، دارم می‌شنوم. صدای پای یک موشِ بزرگ را می‌شنوم.
- معلم: بنشینید بچه موش‌های عزیز!
- عینکی: ساکت! ساکت باشید!
- خوش‌خواب: من کی‌ام؟ اینجا کجاست؟[۵]